# سیارک ۱۸۴۵۰۱
سیارک ۱۸۴۵۰۱ (به انگلیسی: 184501 Pimprenelle، نامگذاری:2005PV5) صد و هشتاد و چهار هزار و پانصد و یکمین سیارک کشف شده‌است که در ۹ اوت ۲۰۰۵ کشف شد.